# Baritius discalis
Baritius discalis är en fjärilsart som beskrevs av Walker 1855. Baritius discalis ingår i släktet Baritius och familjen björnspinnare. Inga underarter finns listade i Catalogue of Life.